# Sparre över tre kulor

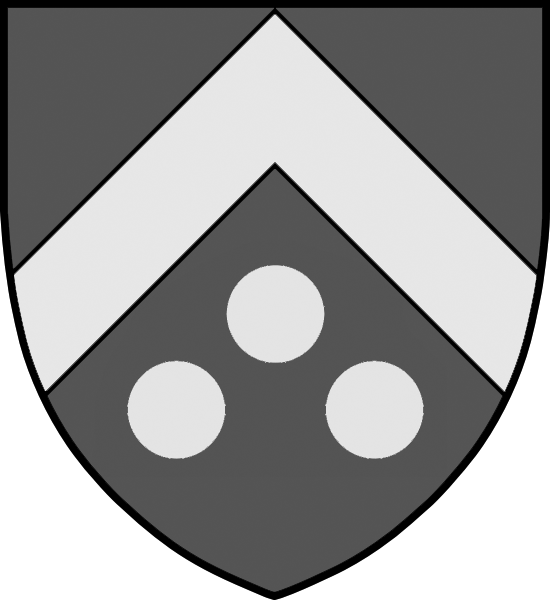
Heraldisk sparre över kulor.

Sparre över tre kulor kallas en svenska frälseätt, som utslocknade innan bildandet av Sveriges Riddarhus 1625 och därmed aldrig introducerades. 
Vapen: Tre kulor förda två över en, under en sparre.

## Medlemmar i urval
- Bengt Andersson (död efter 1425), väpnare och häradshövding i Ale härad, ägare till gården Kärra i Örgryte socken, Sävedals härad, gift med Märta Bengtsdotter i Kärra vid Älvsborg, dotter till Bengt Krabbe och Gunhild Bengtsdotter (sparre över blad)[2]

1. Gunilla Bengtsdotter, ägde gården Kärra år 1525.

- Bengt Turesson (sparre över tre kulor), väpnare i Halland, gift med Märta Gunnarsdotter (Gylta).

1. Gunhild Bengtsdotter (sparre över tre kulor)[3]